# Skien (stacja kolejowa)
Skien – stacja kolejowa w Skien, w okręgu Telemark w Norwegii, jest oddalona od Oslo Sentralstasjon o 180,50 km. Jest położona kilometr od centrum miasta.

## Ruch pasażerski
Leży na linii Bratsbergbanen. Jest elementem  kolei aglomeracyjnej w Oslo. Tu kończy bieg linia 440.  Stacja obsługuje Oslo Sentralstasjon, Drammen, Asker, Lillestrøm i Dal.
| Numer | Stacja początkowa | stacja końcowa |
| ----- | ----------------- | -------------- |
| 440   | Skien             | Dal            |

- Pociągi linii 440 odjeżdżają co godzinę; od Asker jadą trasą Askerbanen a między Oslo a Lillestrøm jadą trasą Gardermobanen[2].

## Obsługa pasażerów
Wiata, poczekalnia, automat biletowy, parking, parking rowerowy, autobus, winda peronowa, ułatwienia dla niepełnosprawnych,telefon publiczny, przystanek autobusowy, postój taksówek.. Odprawa podróżnych odbywa się w pociągu.